# Bajuvarere
Bajuvarerne er et navn for befolkningen i Bayern. Det var et germansk stammefolk af markomannere, der mod slutningen af folkevandringstiden bosatte sig i Bayern, store dele af Østrig og i Sydtyrol.
I 15 f.Kr. erobrede Romerriget der nordlige alpeforland til Donau. Da var området omkring Sydbayern og Østrig beboet af kelterne i det noriske kongerige; germanerne var endnu ikke nået hertil. En af de keltiske stammer nord for Donau kaldte sig bojere, der senere blev til det germanske navn Baio-warioz, der videre blev til bajuvarerne. Navnet Böhmen er afledt af bojerne, da det stammer fra det germansk-latiniserede navn boio-hemum (bojernes hjem). Da efterleddet warioz er en betegnelse for en mand, bliver bajuvarerne tydet som "mændene fra Böhmen".
Med romernes indtog skete der i de følgende to hundrede år en betydelig befolkningsvækst, og i år 212 fik alle frie indbyggere i de romerske provinser borgerret af kejser Caracalla.
I 488 forlod romerske borgere de romerske provinser nord for Alperne på befaling fra Odoaker, der i 476 havde afsat den sidste romerske kejser, Romulus Augustus. Efter romernes afvandring har germanske folk under folkevandringerne bosat sig i området og blandt andet slået sig sammen med markomannerne og fået betegnelsen bajuvarer.
Bajuvarerne etablerede i det 6. århundrede et bayrisk hertugdynasti med slægten Agilolfinger, og det bayriske hertugdømme bliver en del af Frankerriget.
Den første kilde, der omtaler bajuvarerne, er Venantius Fortunatus, der var en latinsk poet og hymnedigter, der levede i anden halvdel af 500-tallet. Ved en rejse over Alperne i 565 beskrev han, hvordan han passerede Baivaria ved Lech (Liccam Baivaria/Liccam Bojovaria). Han beretter endvidere, hvordan en Bajoarius eller Baiovarius kontrollerede vejen sydpå omkring Augsburg og forhindrede videre rejse.